# 克拉斯·恩内尔
克拉斯·恩内尔（瑞典語：Claes Egnell，1916年1月29日—2012年1月15日），瑞典男子现代五项、射击运动员。他曾代表瑞典参加1948年和1952年夏季奥林匹克运动会，其中在1952年奥运会获得一枚银牌。